# Silsand
Silsand este o localitate din comuna Lenvik, provincia Troms, Norvegia, cu o suprafață de 1,03 km² și o populație de 1.515 locuitori (2013).